# Áno Ágios Ioánnis
Áno Ágios Ioánnis är en ort i Grekland.   Den ligger i prefekturen Nomós Pierías och regionen Mellersta Makedonien, i den norra delen av landet, 280 km norr om huvudstaden Aten. Áno Ágios Ioánnis ligger 83 meter över havet och antalet invånare är 535.
Terrängen runt Áno Ágios Ioánnis är platt åt sydost, men åt nordväst är den kuperad.  Närmaste större samhälle är Kateríni, 5,7 km söder om Áno Ágios Ioánnis. Trakten runt Áno Ágios Ioánnis består till största delen av jordbruksmark.